# Shades of Redd
Shades of Redd ist ein Jazzalbum von Freddie Redd. Die am 13. August 1960 entstandenen Aufnahmen erschienen als LP 1961 (bzw. in Japan als Compact Disc 1993) auf Blue Note Records.

## Hintergrund
Die Aufnahmen zu Shades of Redd entstanden kurz nach Freddie Redds Session für das Label Felsted, mit Tina Brooks, Howard McGhee, Milt Hinton und Osie Johnson am 13. Juni 1960, bei der weitere Musik zum Soundtrack für den Spielfilm The Connection entstanden war. Wenige Monate zuvor hatte Redd mit Jackie McLean das Blue-Note-Album The Music from The Connection (1960) aufgenommen. Danach, am 17. Januar 1961, folgte eine bis 1989 unveröffentlicht gebliebene letzte Session unter Leitung des Pianisten für das Blue-Note-Label (Redd’s Blues), mit Benny Bailey, Jackie McLean, Tina Brooks, Paul Chambers und John Godfrey, erschienen 1989 in der 2-CD-Kompilation The Complete Blue Note Recordings of Freddie Redd bei Mosaic Records.
Die CD-Ausgabe des Albums Shades of Redd von 2015 in der Reihe Blue Note: The Masterworks enthält zudem zwei ausgedehnte alternative Takes von „Melanie“ und „Ole“, zuerst erschienen auf der Kompilation des Mosaic-Labels seiner kompletten Blue Note-Aufnahmen.

## Titelliste

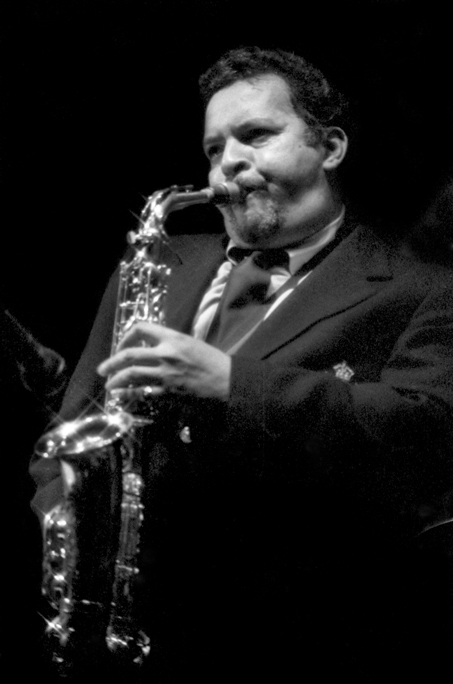
Jackie McLean

- Freddie Redd: Shades of Redd (Blue Note – BLP 4045)[5]

1. Thespian 7:01
2. Blues-Blues-Blues 5:59
3. Shadows 7:22
4. Melanie 5:05
5. Swift 4:02
6. Just a Ballad for My Baby 4:13
7. Olé 6:24
8. Melanie 5:28 (Bonustrack)
9. Olé  7:37 (Bonustrack)

Alle Kompositionen stammen von Freddie Redd.

## Rezeption
Michael G. Nastos verlieh dem Album in Allmusic vier Sterne und schrieb, in einer allzu kleinen Diskographie sei Freddie Redds Album Shades of Redd ohne Zweifel seine Krönung. Nach einer erfolgreichen Zeit als Komponist für das Bühnenstück The Connection schrieb Redd Musik, die speziell auf seine beiden beeindruckenden Saxophonisten zugeschnitten war – den aufstrebenden Altsaxophon-Giganten Jackie McLean und den „unsung hero“ des Tenorsaxophons, Tina Brooks. Alle diese Tracks „strotzen vor Hoffnung, Optimismus und frischen Ideen der frühen 60er Jahre, Musik perfekt wiedergegeben und repräsentativ für die Zeit. Das rasende, gewagte, säuerliche, süße Alt von McLean und der robuste, schlanke, mit Protein angereicherte Tenor von Brooks passen wunderbar zusammen, wenn sie im Einklang spielen, und das tun sie oft.“ Shades of Redd, sein Höhepunkt als Jazzmusiker, sei eine wunderbare Ergänzung für jede Sammlung und zeige, dass auch die weniger bekannten Musiker neben einer Perspektive ausschließlich auf die Giganten des Jazz auch viel [interessante] Musik zu spielen haben.